# World Painted Blood
World Painted Blood er et studiealbum af thrash metalbandet Slayer, udgivet 3. november 2009.

## Spor
1. «World Painted Blood» – 5:52
2. «Unit 731» – 2:42
3. «Snuff» – 3:42
4. «Beauty Through Order» – 4:37
5. «Hate Worldwide» – 2:52
6. «Public Display of Dismemberment» – 2:35
7. «Human Strain» – 3:10
8. «Americon» – 3:23
9. «Psychopathy Red» – 2:27
10. «Playing With Dolls» – 4:14
11. «Not of this God» – 4:26

## Musikere
- Tom Araya – vokalist & bassist
- Jeff Hanneman – guitarist
- Kerry King – guitarist
- Dave Lombardo – trommeslager